# Leobardo Ricardo Prudencio
Leobardo Ricardo Prudencio es un político, maestro y poeta mexicano, antiguo miembro del Partido Popular Socialista y posteriormente del Partido Socialista de los Trabajadores. 
Nació en el estado de Colima y fue el primer profesor bilingüe de la Comunidad Indígena de Zacualpan, Estado de Colima. Fue candidato a ser diputado federal por el I Distrito Electoral Federal de Colima a la LI Legislatura del Congreso de la Unión de México por el Partido Popular Socialista, en la que perdió contra Agustín González Villalobos. Fue diputado en la XLVIII Legislatura del Congreso del Estado de Colima. Fue junto a Ignacio Cueva Martínez, los únicos del PST en lograr diputaciones al Congreso local gracias a las reformas promovidas durante el gobierno de José López Portillo. Su poesía "El Mártir del Desierto" es muy conocida y utilizada durante el día al docente. Actualmente es profesor en la Universidad de Colima. 